# Trinidad (Kalifornia)
Trinidad város az USA Kalifornia államában, Humboldt megyében. Lakosainak száma 307 fő (2020. április 1.).

## Népesség
A település népességének változása:

| 2010 | 367 |
| 2020 | 307 |